# Saba (nome)
Saba  è un nome proprio di persona italiano maschile.

## Varianti
- Maschili: Sabba[1]

### Varianti in altre lingue
- Albanese: Sava
- Bulgaro: Сава (Sava)[4]
- Catalano: Saba
- Georgiano: საბა (Saba)[4]
- Greco bizantino: Σαβας (Sabas)[4], Σαββας (Sabbas)[4]
- Greco moderno: Σάββας (Savvas)
- Latino: Sabas[1], Sabbas[1], Saba[1]
- Macedone: Сава (Sava)
- Polacco: Saba
- Russo: Савва (Savva)[4]
- Serbo: Сава (Sava)[4]
- Spagnolo: Sabas[4]
- Ucraino: Сава (Sava)

## Origine e diffusione
Deriva dal tardo nome greco Σαβας (Sabas), di origine ebraica ma dall'etimologia dibattuta; alcune fonti lo riconducono al vocabolo סַבָא (sava', "vecchio uomo"), altre gli danno il significato di "convertito", "conversione" o anche "ebbro".
Venne portato da vari santi, fra cui san Saba, patrono della Serbia. In italiano, dove può anche risultare da un troncamento di Sabatino, gode di scarsissima diffusione.

## Onomastico

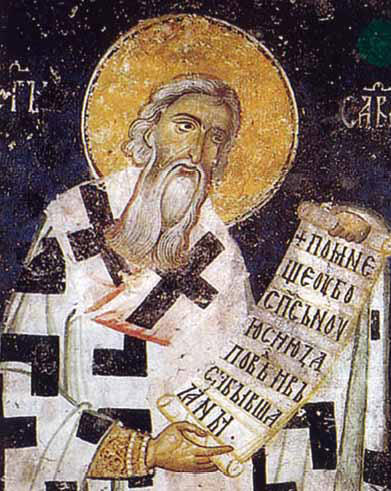
San Saba di Serbia

L'onomastico si può festeggiare in memoria di più santi, alle date seguenti:
- 14 gennaio, san Saba, arcivescovo di Serbia, commemorato dalle Chiese orientali[5]
- 5 febbraio, san Saba il Giovane, o da Collesano, monaco in Calabria e Lucania[5][6]
- 21 febbraio, san Saba II, metropolita di Peć e arcivescovo di Serbia, commemorato dalle Chiese orientali
- 12 aprile, san Saba il Goto, lettore, martire a Târgoviște sotto Atanarico[5][6]
- 13 aprile, san Sabas Reyes Salazar, sacerdote e martire a Tototlán durante la guerra civile messicana[5]
- 28 giugno, beato Saba Ji Hwang, catechista, uno dei martiri coreani, ucciso a Seul[5][6]
- 27 luglio, san Saba, apostolo di Bulgaria, compagno di san Clemente di Ocrida[5]
- 5 dicembre, san Saba di Cappadocia, archimandrita di Mar Saba[3][5]

## Persone
- Saba, arcivescovo ortodosso polacco
- Saba di Cappadocia, monaco bizantino
- Saba di Serbia, arcivescovo ortodosso serbo
- Saba il Giovane, monaco italiano
- Saba II di Serbia, arcivescovo ortodosso serbo
- Saba Malaspina, vescovo e cronista italiano

### Variante Sava
- Sava Antić, calciatore jugoslavo

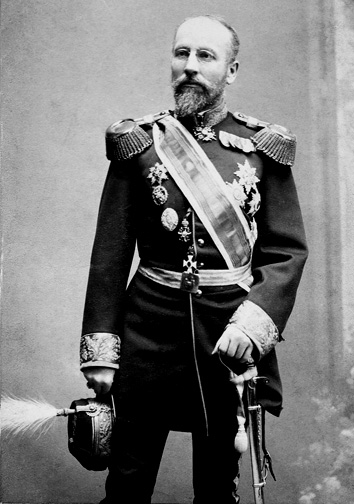
Sava Grujić

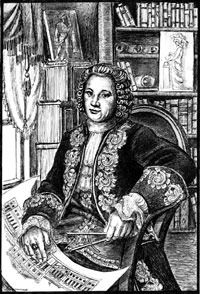
Savva Ivanovič Čevakinskij

- Sava Grujić, militare e politico serbo
- Sava II Petrović-Njegoš, vescovo ortodosso serbo
- Sava Kovačević, partigiano e generale jugoslavo
- Sava Lešić, cestista serbo
- Sava Ranđelović, pallanuotista serbo
- Sava Sekulić, pittore serbo naturalizzato croato

### Variante Savvas
- Savvas Exouzidīs, calciatore greco
- Savvas Gkentsoglou, calciatore greco
- Savvas Kōfidīs, calciatore greco
- Savvas Kōnstantinou, calciatore cipriota
- Savvas Poursaïtidīs, calciatore cipriota

### Altre varianti
- Sabba da Castiglione, religioso, letterato e umanista italiano
- Savva Čevakinskij, architetto russo
- Savva Mamontov, imprenditore e mecenate russo
- Sabas Reyes Salazar, sacerdote messicano

## Il nome nelle arti
- Sava Savanović è il nome di un famoso vampiro della tradizione popolare serba.